# Središče ob Dravi
Središče ob Dravi (Duits: Markt Polsterau) is een gemeente in de Sloveense regio Podravska en telt 2300 inwoners (2007).
Benedikt · Cerkvenjak · Cirkulane · Destrnik · Dornava · Duplek · Gorišnica · Hajdina · Hoče-Slivnica · Juršinci · Kidričevo · Kungota · Lenart · Lovrenc na Pohorju · Majšperk · Makole · Maribor · Markovci · Miklavž na Dravskem polju · Oplotnica · Ormož · Pesnica · Podlehnik · Poljčane · Ptuj · Rače-Fram · Ruše · Selnica ob Dravi · Slovenska Bistrica · Središče ob Dravi · Starše · Sveta Ana · Sveta Trojica v Slovenskih goricah · Sveti Andraž v Slovenskih goricah · Sveti Jurij · Sveti Tomaž · Šentilj · Trnovska vas · Videm · Zavrč · Žetale
1. ↑  Prebivalstvo - izbrani kazalniki, naselja, Slovenija, letno. Statistični urad Republike Slovenije. Gearchiveerd op 3 mei 2021. Geraadpleegd op 28 april 2021.